# Anaphothrips catawba
Anaphothrips catawba är en insektsart som beskrevs av Ian A. Hood 1938. Anaphothrips catawba ingår i släktet Anaphothrips och familjen smaltripsar. Inga underarter finns listade i Catalogue of Life.